# اثر الیس

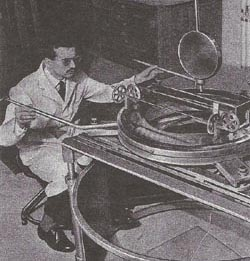
آونگ شبه‌مخروطی اله

عکسی که طی خورشیدگرفتگی ۱۹۹۹ فرانسه گرفته شده‌است.

اثر الیس (به انگلیسی: Allais effect) به رفتار غیرعادی آونگ یا گرانش‌سنج که گاهی‌اوقات در طی آفتاب‌گرفتگی مشاهده می‌شود اشاره می‌کند. اثر اولین بار به عنوان حرکت تقدیمی غیرعادی سطح نوسان آونگ در خورشیدگرفتگی ۳۰ ژوئن ۱۹۵۴ توسط یک همه‌چیزدان فرانسوی موریس اله که بعدها جایزه نوبل اقتصاد را برد گزارش شد. او مشاهدهٔ دیگری از اثر را در خورشیدگرفتگی ۲ اکتبر ۱۹۵۹ گزارش کرد.

## مشاهدات تجربی
آزمایش‌های مختلفی برای تشخیص رفتار غیرعادی در خورشیدگرفتگی انجام شده‌است. بعضی از مشاهدات نتایج مثبتی داشته‌اند و بعضی هم هیچ اثر قابل توجهی ثبت نکرده‌اند. جدول زیر بررسی اجمالی آزمایش‌های مختلف است.
| آزمایش‌کننده              | تاریخ                      | مکان                 | وسیله          | نتیجه |
| ------------------------ | -------------------------- | -------------------- | -------------- | --- |
|                          |                            |                      |                | |
| م. اله                   | ۳۰ ژوئن ۱۹۵۴               | سن ژرمن آن له فرانسه | آونگ شبه‌مخروطی | سطح نوسان پاندول در طی خورشیدگرفتگی تقریباً ۱۵ صدم درجه تغییر کرد. |
| م. اله                   | خورشیدگرفتگی ۲ اکتبر ۱۹۵۹  | سن ژرمن آن له فرانسه | آونگ شبه‌مخروطی | اختلال مشابه دامنه نوسان در حدود ۱۰ درجه مشاهده شده‌است |
| جی. تی. جوردان و غیره    | خورشیدگرفتگی ۱۵ فوریه ۱۹۶۱ | یاش                  | آونگ فوکو      | دوره تناوب نوسانات آونگ در حدود ۱ قسمت از ۲۰۰۰ کاهش یافته – به اصطلاح «اثر جوردان» اما گزارش او از مسیر اصلی و در یک مجله علمی انگلیسی زبان منتشر نشد. |
| ال. اشلایتر و غیره       | خورشیدگرفتگی ۱۵ فوریه ۱۹۶۱ | فلورانس              | گرانش‌سنج       | "مشاهدات جاذبه در طی خورشیدگرفتگی ۱۵ فوریه ۱۹۶۱ موفق به تشخیص سیگنال مرتبط با جاذبه نشد. |
| آروین شاگال و میلدرد آلن | خورشیدگرفتگی ۷ مارس ۱۹۷۰   | هاروارد (ماساچوست)   | آونگ پیچشی     | مشاهدات کمی ساخته شده با یک آونگ تاریسون دقیق افزایش دوره نوسان آونگ پیچشی را در طی خورشیدگرفتگی نشان داد:زمان مورد نیاز برای گذشتن از کسر ثابتی از کل مسیر زاویه‌ای آن به‌طور قابل توجهی در طول ساعت قبل از گرفتگی و در طول نیمه اول آن متفاوت است، به عنوان مثال، تا نقطه میانی آن است. |
| تی. کوسلا                | خورشیدگرفتگی ۲۲ ژوئیه ۱۹۹۰ | تورکو                | آونگ پیچشی     | برخلاف آزمایش‌های قبلی، افزایشی در دوره مشاهده نشد. |

در سال ۲۰۰۰، نتایج مشاهداتی که در یک آزمایش در سال ۱۹۹۷ در یک منطقه دورافتادهٔ چین در خلال یک خورشیدگرفتگی کامل بوسیلهٔ ونگ و همکاران انجام گرفته بود منتشر شد که ابتدا ادعا می‌شد که احتمالاً به اثر جاذبه‌ای غیرعادی مربوط باشد (مدعی متفاوت بودن گرانش زمینی اندازه‌گیری شده توسط گرانش‌سنج حساس بود). مشاهدات بیشتری که همان تیم در سال ۲۰۰۱ و ۲۰۰۲ در طول خورشیدگرفتگی در زامبیا و استرالیا انجام دادند شواهد بسیار ضعیفی از ناهنجاری‌های مشابه داشت. به‌هرحال، همان نویسندگان بعدها (۲۰۰۲ و ۲۰۰۳)مقالاتی منتشر کردند که در آن توضیح می‌دادند که دلیل مشاهداتشان می‌تواند پدیده‌های معمولی مانند تغییرات درجه حرارت و فشاری باشد که بوسیلهٔ خورشیدگرفتگی صورت گرفته‌است. در مقالهٔ سال ۲۰۰۲، توضیحی قراردادی‌تر براساس تغییراتی که چرخش زمین موجب آن می‌گردد ارائه کردند، اما اظهار کردند این توضیح غیر محتمل است. در مقالهٔ سال ۲۰۰۳ (فلندرون و یانگ، ۲۰۰۳)، به عبارت دیگر، نویسندگان استدلال کردند که حرکت جوی ناشی از تغییرات درجه حرارت برای توضیح ناهنجاری مشاهده شده هم قابل قبول و هم کافی است.
مقالهٔ منتشرشده‌ای مربوط به این موضوع (فلاندرن، ۲۰۰۳) در مجلهٔ علمی جریان اصلی نتیجه‌گیری کرد هیچ نوع کشف غیرمبهمی (از اثر الیس) در سی سال گذشته هنگامی که آگاهی از اهمیت [تجربی] کنترل گسترده‌تر بود وجود نداشته‌است. این مقاله همچنین مکانیسمی را پیشنهاد کرد که ممکن است موجب تغییرات گرانشی اندکی در طی خورشیدگرفتگی شود. (سرعت بالای باد در ارتفاع بالا). نویسندگان مقاله اشاره می‌کنند که ناهنجاری گرانشی مورد بحث در اینجا یک عامل از بین ۱۰۰۰۰۰عامل و خیلی کوچک‌تر از آن است که بتواند اثر الیس را در انحراف مسیر اضافی آونگ در طی خورشیدگرفتگی توضیح دهد. و از این مطلب نتیجه‌گیری می‌کنند که ناهنجاری اصلی الیس صرفاً نتیجهٔ کنترل ضعیف بوده‌است.
نظریهٔ به اصطلاح فون فلاندرن -یانگ توضیح محتملی را که هنوز بحث‌برانگیز است در مقالهٔ نوشته شده توسط فون فلاندرن و یانگ ارائه می‌دهد، براساس نظریهٔ آن‌ها حدس زده می‌شود که اثر حاصل افزایشی در نقطهٔ تراکم لایه‌های بالایی جو است که بوسیلهٔ سرد شدن آن در طی خورشیدگرفتگی ایجاد شده‌است.
یک مقالهٔ انتقادی خود منتشرشده توسط کریس دُیف، که به بررسی زمینه ناهنجاری گرانشی به‌طور کلی می‌پردازد،نتیجه‌گیری می‌کند که سؤال همچنان بی‌جواب است، از این نظر که چنین بررسی‌هایی طبیعت ارزان و پیامدهای عظیمی دارند، اگر ناهنجاری حقیقی در واقع تأیید شود، باید ادامه داشته باشند، اما داوری همتا این مقاله را بررسی نکرده‌است.
در طول خورشیدگرفتگی ۲۶ ژانویه ۲۰۰۹، ارتباطی بین رفتار غیرعادی یک آونگ و توازن پیچش در دو نقطه مختلف واقع در خارج از منطقه سایه پیدا شد.
در طول خورشیدگرفتگی ۲۲ ژوئیه ۲۰۰۹، هشت گرانش‌سنج و دو آونگ در شش مکان ناظر خورشیدگرفتگی در چین مستقر شدند. گرچه یکی از دانشمندان در مصاحبه‌ای اعلام کرد اثر الیس را مشاهده کرده‌است، اما نتیجهٔ مشاهده در هیچ مجلهٔ علمی که مورد بررسی کارشناسی جریان اصلی قرار می‌گیرد منتشر نشده‌است.
یک آونگ خودکار فوکو توسط اچ. آر. سالوا استفاده شداما هیچ مدرکی برای تغییر انحراف مسیر سطح نوسان پاندول(<۰٫۳ درجه / ساعت) در طول خورشیدگرفتگی ۲۱ تیر ۱۳۸۹ بدست نیامد.

## توضیح
موریس اله بیان می‌کند که اثر خورشیدگرفتگی به یک ناهنجاری گرانشی مرتبط است، که بدون آوردن هیچ گونه توضیحی از خود در چارچوب نظریه فعلی گرانش غیرقابل توضیح است. توضیح اله برای ناهنجاری دیگر (متفاوت بودن دوره تناوب شمسی و قمری در تغییرات زاویه نوسان یک آونگ) این است که فضا ویژگی‌های خاص ناهمسانگردی نشان می‌دهد، که وی آن را به حرکت از طریق اتر نسبت می‌دهد که بخشی از آن توسط اجسام سیاره‌ای کشیده می‌شود. او این نظریه را در سال ۱۹۹۷ در کتابش L’Anisotropie de l’espace ارائه کرد. دانشمندان جریان اصلی به این توضیح علاقه زیادی نشان ندادند.
بعد از تجزیه و تحلیل اطلاعات آونگ فوکو در طی خورشیدگرفتگی ۱۱ ژوئیه ۱۹۹۱، ل ساواروف پیشنهاد کرد: «آونگ در حداکثر فاز گرفتگی کامل به بازمانده شوک موج پاسخ داده است.»